# Szent Arcadius
Szent Arcadius (284 – 305. január 12.) szentként tisztelt ókeresztény vértanú.
Az észak-afrikai Mauretániában egy alkalommal maga jelentkezett a pogány római bírónál, hogy kiszabadítsa fogságba vetett barátját. A bíró felszólította, hogy tagadja meg a hitét, mire Arcadius így válaszolt: „Az én életem Krisztus és meghalnom nyereség.” Erre ízenként levágták ujjait, majd kezeit, karjait, lábait, végül pedig a csonka törzset fölmetszették. A haldokló Arcadius eközben folyton Istenhez imádkozott hálálkodva, hogy méltatlan a vértanúságra. Az egyház szentként tiszteli és január 12-én üli ünnepét.